# Salix arctica
Salix arctica (Salze àrtic) és una espècie arbustiva de salze que viu a la tundra
Aquesta espècie està adaptada a viure en els rigorosos climes àrtics i subàrtics i té una distribució circumpolar al voltant de l'oceà àrtic. És la planta llenyosa que viu més al nord, ja que arriba a viure a la costa nord de Groenlàndia. També viu a les altes muntanyes d'Amèrica i a la Xina, Xinjiang.
Es tracta d'un arbust baix que normalment només arriba a fer 15 cm d'alt però en alguns casos arriba a 50 cm. Com tots els salzes és una planta dioica amb els dos sexes separats en plantes diferents.
Malgrat la seva curta mida viu molts anys se n'ha detectat un de 236 anys a Groenlàndia.
Se sap que s'hibrida amb les espècies Salix arcticola i Salix glauca.

## Usos
El salze àrtic serveix d'aliment a animals àrtics com els Bou mesquers, Rens, Llebre àrtica i lemmings tots ells es mengen l'escorça i els brots però les perdius blanques es mengen els borrons.
Tant els pobles Inuits com el Gwich'in fan ús d'aquest salze com a combustible i de les flors passades (Suputiit) poden barrejar-se amb la molsa i incorporades al kudlik, una làmpada d'oli. La planta té usos medicinals, cal recordar que l'aspirina és la síntesi del producte natural dels salzes. El salze àrtic és ric en vitamina C i té bon gust.